# Carnet de routes
Pour les articles homonymes, voir Carnet de route (homonymie).
Albums de Aldo Romano, Louis Sclavis, Henri Texier et Guy Le Querrec
Suite africaine
(1999)
Carnet de routes est un album-concept de jazz regroupant Aldo Romano, Louis Sclavis, Henri Texier et le photographe Guy Le Querrec – l'inspirateur du projet et membre à part entière de l'album – composé en 1994-1995 et paru le 2 novembre 1995 sur le Label Bleu. Il est considéré comme un album majeur de l'histoire du jazz français et l'un de ses plus gros succès de vente,.

## Historique
La formation du trio musical est à l'initiative Guy Maurette, directeur du centre culturel français de Malabo, capitale de la Guinée équatoriale sur l'île de Bioko, qui convainc en 1989 le batteur italien Aldo Romano de donner des cours dans son institution dans le cadre des séries « Jazz à… » menées depuis le début des années 1980 par les centres culturels français en Afrique,,. Il recommande également la présence de Guy Le Querrec, photographe de l'agence Magnum et passionné de jazz,, pour les accompagner dans le projet, lequel doit comporter également un volet iconographique. Ce dernier, ami d'enfance du contrebassiste Henri Texier – qui a déjà collaboré avec Aldo Romano – fait pression pour que le trio soit complété par le clarinettiste Louis Sclavis en place d'Éric Barret, partenaire régulier et premier choix de Romano,,. Organisés à la suite de repérages faits par Guy Le Querrec, bon connaisseur de l'Afrique,, un premier voyage est entrepris en février-mars 1990 à bord de minibus et de taxis-brousse, ponctué de rencontres dans le réseau de l'Alliance française et des centres culturels locaux, d'échanges avec les populations, et de concerts impromptus lors d'étapes improvisées, suivi d'un second voyage fait sur le même principe en mars-avril 1993 pour poursuivre le projet musical auquel les photographies de Guy Le Querrec – devenu le « griot du trio » – sont intimement liées.
Le disque est donc le résultat des deux voyages en Afrique – organisés administrativement et financés par le centre culture français de Malabo – faits par les quatre membres du groupe ayant eu pour étapes :
- Premier voyage en Afrique centrale du 22 février au 15 mars 1990 :
  - N'Djaména (centre culturel français du Tchad) au Tchad du 22 au 24 février
  - Bangui (quartier Fou et centre culturel français) et Trangué en République centrafricaine du 24 au 27 février
  - Pointe-Noire et Brazzaville (quartier Madibou Kimpouomo) en République populaire du Congo du 27 février au 6 mars
  - Libreville au Gabon du 6 au 7 mars
  - Douala et Yaoundé (centre culturel français François-Villon) au Cameroun du 7 au 10 mars
  - Bata, Batété et Malabo (centre culturel français de Guinée) en Guinée équatoriale du 10 au 14 mars
- Deuxième voyage en Afrique de l'Ouest du 24 mars au 17 avril 1993 :
  - Nouakchott en Mauritanie du 24 au 26 mars
  - Faraba[Note 2], Korokoro et Bamako au Mali du 26 au 31 mars
  - Bobo-Dioulasso, Laongo et Ouagadougou (centre culturel français Georges-Méliès) au Burkina Faso du 31 mars au 3 avril
  - Niamey et Balléyara au Niger du 3 au 8 avril
  - Abidjan en Côte d'Ivoire du 8 au 9 avril
  - Accra au Ghana du 9 au 13 avril
  - Saint-Louis (lors du Festival international de jazz de Saint-Louis) et Dakar (île de Gorée) au Sénégal du 14 au 17 avril

Voulant se dégager du free jazz, porté notamment par Louis Sclavis, et plutôt creuser le sillon du jazz fusion au soc des musiques africaines dont le jazz américain est en partie issu, le trio se confronte aux musiciens de rue et des villages qu'ils traversent – l'influence des rencontres au Ghana ayant été la plus importante selon Aldo Romano –, s'imprègnent des rythmes ternaires africains et des gammes pentatoniques. Au retour du second voyage africain, le trio compose en France, principalement à la Maison de la culture d'Amiens dirigée par Michel Orier, fondateur du Label Bleu, les neuf titres, inspirés de leurs souvenirs, qui constitueront l'album. L'influence des compositions du musicien sud-africain Johnny Dyani (en) a également été rapportée. Ces morceaux originaux sont écrits par chacun des membres du trio, et Guy Le Querrec est chargé de sélectionner les photos des voyages destinées à constituer, tel un carnet de route(s) parcourues – qui donnera son titre à l'album – saisies par son propre instrument, le Leica, le livret du disque dont il constitue une partie indissociable de la musique,.
L'album est ensuite enregistré et mixé durant la période 1994-1995 dans le studio Gil-Evans de la Maison de la culture d'Amiens sous la direction technique de Philippe Tessier du Cros assisté de Pierre Guinot ; le mastering est réalisé par Jean-Pierre Bouquet. Le disque paraît le 2 novembre 1995 sur le Label Bleu et fait l'objet d'une réédition le 8 août 2000 chez le même éditeur musical. La parution de l'album est suivie d'une tournée en 1997, qui avec l'important succès du disque, entrainera la composition par le trio de deux nouveaux albums : Suite africaine (1999) et African Flashback (2005),.
Pour les vingt ans de la parution de l'album – devenu dans l'intervalle une référence du jazz français, – un concert anniversaire est organisé le 12 septembre 2015 par la Philharmonie de Paris précédé en mars 2015 d'un concert au New Morning.

## Liste des titres de l'album
| No | Titre                          | Auteur        | Durée |
| -- | ------------------------------ | ------------- | ----- |
| 1. | Standing Ovation (for Mandela) | Aldo Romano   | 4:23  |
| 2. | Vol                            | Louis Sclavis | 6:01  |
| 3. | Doualagad (à GLQ)              | Henri Texier  | 6:18  |
| 4. | Bororo Dance                   | Aldo Romano   | 6:45  |
| 5. | Annobon                        | Aldo Romano   | 5:00  |
| 6. | Les Petits Lits blancs         | Louis Sclavis | 6:53  |
| 7. | Flash mémoire                  | Louis Sclavis | 3:23  |
| 8. | Korokoro                       | Henri Texier  | 5:15  |
| 9. | Entrave                        | Henri Texier  | 3:30  |

## Composition du «quartet»
- Aldo Romano : batterie
- Louis Sclavis : saxophone soprano et clarinette basse
- Henri Texier : contrebasse
- Guy Le Querrec : inspirateur du projet et appareils photo Leica M6 et Leica R6

## Accueil critique
Franck Médioni, pour Les Inrocks, s'attache tout particulièrement à la synergie apportée par les images de Guy Le Querrec qui de « la musique, épouse[nt] la scansion, le rythme de la mélodie syncopée » proposant un disque au « son captivant […], un subtil jeu de miroirs au fort pouvoir d'évocation ». Plus de vingt après sa parution, le journal québécois Le Devoir rappelle toujours l'importance du « splendide » disque que constitue Carnet de routes tandis que Télérama lui consacre un long article « sur l'histoire d'un disque majeur [… devenu] un album culte du jazz français ».
En termes de ventes, cet album est considéré comme l'un des plus gros succès du jazz français, voire européen de ce type de jazz, avec plus de 70 000 exemplaires vendus, notamment en raison de la présence dans l'album d'un livret regroupant les quatre-vingts photographies de Guy Le Querrec,,.